# Charlotte Uhlig
Charlotte Uhlig (* 2. Juni 1989 in Niedersachsen) ist eine deutsche Synchronsprecherin und Hörspielsprecherin. Sie streamt als V-Tuber auf der Streaming-Plattform Twitch unter dem Namen EineLotta.

## Leben
Seit 2010 ist Uhlig als Synchronsprecherin tätig. Sie ist unter anderem die Stimme von Monica Padman, Sammi Hanratty und Katie Holger.

## Synchronisation
Für Ai Bandou:
- 2014: Clannad … als Sugisaka
- 2015: Clannad After Story … als Sugisaka

Für Mai Kadowaki:
- 2011: Fate/Zero … als Illyasviel von Einzbern
- 2014: Fate/stay night: Unlimited Blade Works … als Illyasviel von Einzbern
- 2018: Fate/stay night: Heaven's Feel … als Illyasviel von Einzbern

Für Chika Anzai:
- 2016: Attack on Titan … als Mina Carolina
- 2017: Attack on Titan: Teil 1 – Feuerroter Pfeil und Bogen … als Mina Carolina
- 2017–2018: Sky Wizards Academy … als Amie Mustang

Für Misato Fukuen:
- 2015–2016: Girls und Panzer … als Anzu Kadotani
- 2017: Girls und Panzer: OVA – This is the Real Anzio Battle! … als Anzu Kadotani
- 2017: Girls und Panzer: Der Film … als Anzu Kadotani

Für Rie Kugimiya:
- 2017: Fairy Tail: Dragon Cry … als Happy
- Seit 2017: Fairy Tail … als Happy
- 2018: Fairy Tail: Phoenix Priestess … als Happy

Für Inori Minase
- 2017: Shigatsu wa Kimi no Uso - Sekunden in Moll … als Koharu Seto
- 2017: Shigatsu wa Kimi no Uso - Sekunden in Moll … als Meg
- 2014: Aldnoah Zero … als Eddelrittuo

### Animationsserien
- Seit 2011: My Little Pony: Freundschaft ist Magie … als Trapeze Star
- 2013: Arpeggio of Blue Steel … als Maya
- 2013–2018: Sofia die Erste – Auf einmal Prinzessin … als Lily
- 2014: Free! … als Ren Tachibana und Makoto (als Kind)
- 2014: Black Bullet … als Yuzuki Katagiri
- 2014: One Week Friends … als Saki Yamagishi
- 2015: Charlotte … als Nomura
- 2015: Wish Upon the Pleiades … als Hikaru
- 2015–2016: Love, Chunibyo & Other Delusions … als Hirakata
- 2015–2016: Photo Kano … als Erina Yunoki
- 2015–2017: Harveys schnabelhafte Abenteuer … als Piri Piri
- 2016: Another … als Yukari Sakuragi und Rei-chan
- 2016: Stella Women’s Academy, High School Division Class C3 … als Yachiyo Hinata
- 2016: Durarara!! … als Rio Kamichika und Kururi Orihara
- 2016: Dusk Maiden of Amnesia … als Momoe Okonogi
- 2016: Erased: Die Stadt, in der es mich nicht gibt … als Hiromi Sugita
- Seit 2016: My Hero Academia … als Tsuyu 'Froppy' Asui
- Seit 2016: Regal Academy … als Joy
- 2017: Haikyu!! … als Natsu Hinata
- Seit 2017: Enchantimals … als Bree Bunny (2. Stimme)
- 2018: A Chivalry of a Failed Knight … als Kagami Kusakabe
- 2018: Parasyte: The Maxim … als Makiko Hayase
- 2019: Mama Fuchs und Papa Dachs … als Emmie
- 2019: Black Clover … als Rekka
- seit 2019: Dr. Stone … als Suika
- 2022: Uzaki-chan Wants to Hang Out! ... als Hana Uzaki
- 2022: Chainsaw Man ... als Pochita

### Fernsehserie
- Seit 2005: Law & Order: Special Victims Unit … als Annie Lin (16x9)
- 2014–2016: Violetta … als Clara (2x80)
- 2015–2016: Detective Laura Diamond … als Emily (1x9)

### Filme
- 2012: Bedingungslos geliebt … als Carrie
- 2013: Mehr als Limonade – Die geheimnisvollen Aufträge des Mister Sperry … als Tanya
- 2015: Monster High – Das große Schreckensriff ... als Dewey Blue
- 2015: Steins;Gate: The Movie – Loading Area Of Déjà Vu … als Suzuha Amane
- 2015: Boom! – Sex mit der Ex … als Ellie
- 2016: Psycho-Pass: The Movie … als Nhan Yeo
- 2016: Assassination Classroom – Part 1 … als Rio Nakamura
- 2016: Hexen gibt es nicht … als Vera
- 2016: The Anthem of the Heart … als Yoshiko Kitamura
- 2017: Sword Art Online – The Movie: Ordinal Scale … als Alicia Rue

### Fernsehfilme
- 2024: Herr Bergmanns Rotkäppchen

## Hörspiele
- 2012: Warum Opa uns verlassen hat
- 2015: Judith Kuckart: Dorfschönheit – Regie: Annette Kurth